# Rabínský dům (Třebíč)
Rabínský dům (uváděno také jako dům rabína nebo rabinát) je rabinát a dům v Třebíči, nachází se na Tichém náměstí čp. 4. Dům je chráněn jako kulturní památka České republiky. Dům patří Církvi československé husitské.

## Historie
Dům byl postaven na pozemku Johela Begla, která získal pozemek v roce 1613 od Aliny Wolfové. Postaven byl pravděpodobně kolem první poloviny 17. století, přibližně v tu stejnou dobu vznikla i synagoga. V roce 1727 už je doložena existence domu na mapě separačních zdí židovského města. Severní trakt domu a severní a západní obvodová stěna byla barokně upravena, jižní trakt a západní křídlo pak bylo upraveno klasicistně. V druhé polovině 19. století byla upravena střešní konstrukce. Do roku 1942 žil v domě rabín, po roce 1950 začala dům využívat Církev československá husitská jako farní budovu, tehdejší farář Jan Lauko v bytě v domě dva roky žil.
V roce 2019 byl dům zapsán do seznamu kulturních památek České republiky a také nabídnut městu jako prostor pro galerii malířů z města Třebíč. V roce 2020 bylo oznámeno, že dům bude rekonstruován, po rekonstrukci by v patře měly být startovací byty, v přízemí místo pro setkávání lidí. Rekonstrukce byla dokončena v roce 2024, rekonstruovala jej Církev československá husitská, v domě jsou dva byty, jeden z nich je určen pro Oblastní charitu Třebíč. Přízemí domu nově slouží jako místo pro setkávání.

## Popis
Dům je dvoupodlažní stavbou obdélného půdorysu s západním křídlem, dům je zastřešen částečně pultovou střechou, hlavní část domu je zastřešena sedlovou střechou. Dům je podsklepen, ale sklep byl z neznámých důvodů zasypán. V přízemí domu jsou dřevěné dveře a dvě okna. V patře jsou okna obdélná. Dům je omítnut hladkou štukovou fasádou s plochými šambránami kolem oken a dveří. V severovýchodním rohu je vestavěn mohutný opěrák sahající až do druhého patra. Jižní trakt je zastřešen pultovou střechou, v přízemí má obdélné okno. Dvorní průčelí je patrové a jednoosé. Na západním křídle jsou pozůstatky prevétu, nad prevétem je pavlač sousedního domu.